# アフターコロニー
アフターコロニー（After Colony: A.C.）は、アニメ作品群『ガンダムシリーズ』のうち、『新機動戦記ガンダムW』およびその派生作品の舞台となった架空の紀年法。
コロニーへの宇宙移民が開始された年を元年とする。慣用的に3桁の整数で表示され、例えばA.C.195は「アフターコロニー195年（いちきゅうごねん）」と発音されることが多い。
また、それらの作品の世界観そのものを指して「アフターコロニー世界」「コロニー暦」という場合がある。ただし、宇宙世紀作品と比べると該当する作品数が少ないため、派生作品もまとめて呼ばれる場合がある。また宇宙世紀ではない世界観を舞台とする「オルタナティブシリーズ」の1作品であり、前作の『機動武闘伝Gガンダム』と次回作の『機動新世紀ガンダムX』と3作品あわせて「オルタナティブシリーズの先駆け」とも呼ばれる。

## アフターコロニーの世界観
アフターコロニー世界がアニメ作品で描かれたのは『新機動戦記ガンダムW』の舞台となったA.C.195 と、『新機動戦記ガンダムW Endless Waltz』の舞台となったA.C.196 である。
この時代においての設定の大半は『機動戦士ガンダム』の宇宙世紀と基本的に同じである。地球圏に多数のスペースコロニーが建設され、そこに多数の人々が生活しているが、これらコロニーの自治権を巡り、コロニー住民との間で衝突を繰り返すのは「地球圏統一連合」という組織である。そしてA.C.195、連合に反目する一部のコロニー居住者達は、流星に偽装した5機のモビルスーツ（MS）「ガンダム」を地球に降下させる作戦に出た。これが「オペレーション・メテオ」であり、ここから物語は始まる。
ただし、宇宙世紀系の作品とは異なる点もいくつか見られる。例えばコロニーは宇宙世紀の作品に登場するようなシリンダー状の島3号型ではなく、トーラス型（円環状）及びその派生型である。また、最初のコロニー建造開始からその完成までに約100年の歳月を要している。宇宙世紀におけるミノフスキー粒子に相当する設定は存在せず、レーダー技術やジャミング技術、ステルス技術の発展と、コロニー建設に用いられた汎用機器からMSが誕生したとされる。
なお、小説版『新機動戦記ガンダムW Endless Waltz』で明らかになったものに、この世界におけるコロニー市民の多くは、試験管出産により、精子レベルで遺伝子操作を受けた親あるいは先祖を持つ、という設定がある。これはコロニーへの移住が始まった当初、コロニーにおける胎児および母親の死亡率が胎児死亡率79%、母体死亡率55%と極めて高かったことがその背景にある。これには宗教的理由から反対する声があり、アラブ系のウィナー家は当初、試験管出産および精子の遺伝子操作を神への冒涜として反対していた。その姿勢を改めたのが、ガンダムサンドロックのパイロット、カトル・ラバーバ・ウィナーの父であるザイード・タブラ・ウィナーであり、カトルは母胎出産だが29人いるカトルの姉は全員試験管出産である。また、この遺伝子操作は、あくまでもこの問題を解決し人口を安定させるため、不具合の原因であった胎盤や子宮を対象に行われたものであるため、『機動戦士ガンダムSEED』におけるコーディネイターとは異なり、身体能力などには差はない。

### スペースコロニー・資源衛星・月面基地
スペースコロニーとは、地球圏すなわち地球と月の周囲にある5つのラグランジュポイントに多数建設された気密式宇宙島／宇宙都市である。A.C.0001に開発が開始され、A.C.022にはL1でコロニーの建設が地球各国の助成の下で始まったものの、過酷な建設環境、新種の疫病の蔓延、地球上の紛争から発生した宇宙での武力衝突、などが原因で建設中のコロニー群が破損し、A.C.50年代には宇宙移民の衰退と地球各国の支援が減少したこともあってコロニーの建設計画が存亡の危機となった。しかし、中東諸国の参入でさまざまな困難を乗り越えながら建設を続けることに成功すると、A.C.105に史上初のコロニーが完成された。アフターコロニー世界におけるスペースコロニーの中で一般的なモデルは、前述のとおりトーラス型島2号クラスの通称「ドーナツコロニー」で、この一般的モデルのほかにも、設計者／建造時期／コロニーに求められる機能／コストなどによって、棒状港湾区画の両端に居住区を設けたタイプ、棒状港湾区画を複数設置したタイプ。居住区の外周に巨大か可動フィンを有するタイプ、居住区の断面が円形で棒状港湾区画を持たないタイプなど、さまざまな形状をしたサブモデルのコロニーも存在している。トーラス型島2号クラスのコロニーは、内部の市街地に1Gの擬似重力発生や昼夜の再現・天候の選択までも定められるドーナツ型の自転式居住区／重工業区、居住区の自転面に並行に配置され、宇宙船入港口と低軌道用桟橋に2基のマスドライバーが設置された棒状港湾区画、円環の上に連結され居住区の外周を取り巻くディスク型農工業プラントなどで構成されており、各構造部のサイズは、居住区が直径18km・厚さ4km、居住区の自転軸を貫くシャフトの長さが17km、港湾区画は全長36km・幅約3kmである。L1からL5までに建設された各コロニーには、アルファベットと数字から成る名称が付けられている。また、各コロニー群は一つのコロニーに同じ民族が構成されているように作中で描写されている。
資源衛星は、コロニー建設・改修用物資の確保と各種工業の従事のために地球圏に運び込まれた多数の小惑星である。
L1コロニー
ラグランジュ・ポイント1に位置する、史上初のコロニー群の総称。ドクターJがウイングガンダムを開発し、オペレーション・メテオ発動の際には、ここからヒイロ・ユイがウイングと共に地球を目指して発進した。
コロニーC1011
TVシリーズ第5話に登場したコロニー。ここでドーリアンがコロニー指導者たちと会談するも、レディ・アンの攻撃によって会談の場が爆破され、その結果ドーリアンは息を引き取った。
コロニーC1213
TVシリーズ第10話に登場したコロニー。ドクターJが連合から逃れるために潜んでいた場所である。
L2コロニー
ラグランジュ・ポイント2に位置し、プロフェッサーGがガンダムデスサイズを開発したコロニー群の総称。オペレーション・メテオ発動の際には、ここからデュオ・マックスウェルがデスサイズと共に地球を目指して発進した。
コロニーD137
プロフェッサーGがデスサイズの製造データ隠滅を行なっていたコロニー。
L3コロニー
ラグランジュ・ポイント3に位置し、ドクトルSがガンダムヘビーアームズを開発したコロニー群の総称。ここからトロワ・バートンがヘビーアームズと共に地球を目指して発進した。
X-18999コロニー
『Endless Waltz』に登場したコロニー。A.C.195のオペレーション・メテオは、本来当コロニーを地球に落下させる予定だった。A.C.196 12月にはバートン財団及びマリーメイア軍が決起時の陽動と「真のオペレーション・メテオ」のための対地球質量弾に用いることを目的に占拠した。
後にリリーナ・ドーリアンが地球圏統一国家の外務次官として来訪し、会談の途中でマリーメイア軍に拉致され、これを察したプリベンターとヒイロたちガンダムパイロットの活動で、当コロニーの地球落下は阻止された。
コロニーD13087
TVシリーズ第17話に登場した、ドクトルSがヘビーアームズを開発したアジトがあるコロニー。
L4コロニー
ラグランジュ・ポイント4に位置し、H教授がガンダムサンドロックを開発したコロニー群の総称。ここからカトルがサンドロックと共に地球を目指して発進した。
プラントコロニー
TVシリーズ第23話に登場したOZ宇宙軍の兵器生産基地と化したコロニー。ここで生産された物資により、月面基地でビルゴが量産されることになる。
ウィナー家資源衛星
TVシリーズ第22話に登場したL4コロニーの生活基盤であり、当コロニー市民の向上のためにウィナー家が管理していた衛星。プラントコロニーと連結している。OZの扇動を受けた市民らに占拠され、OZに提供されかけたが、OZの兵器開発に反発したザイードによってプラントコロニーから切り離された。そしてザイードが立て籠ったまま、当衛星はコロニーに設置された無数のビーム砲攻撃により完全破壊された。
L5コロニー
ラグランジュ・ポイント5に位置し、老師Oがシェンロンガンダムを開発したコロニー群の総称。ここから張五飛がシェンロンと共に地球を目指して発進した。
A0206コロニー
TVシリーズ第35話に登場した老朽化がすすんでいたコロニー。竜紫鈴老師を長とする五飛の一族が本拠としてOZに反抗していた。五飛はアルトロンガンダム入手後に、当コロニーへ帰還し、竜の下で再修行に励んでいたが、OZ宇宙軍の侵攻を受け、五飛に全てを託すという竜の決意により、一族を巻き込んで自爆した。

#### 位置不明のコロニー・宇宙施設
コロニーC102
TVシリーズ第19話に登場した、OZ宇宙軍の軍事基地が置かれたコロニー。OZのモビルドール（MD）部隊によってデスサイズと共に完膚無きまでに叩きのめされたデュオは当コロニーに連行・捕縛されるが、駆けつけたヒイロに救われて、彼と2人で命辛々脱出に成功した。
C421コロニー
TVシリーズ第43話に登場した民間コロニー。トロワやキャスリン・ブルームが属するサーカス団が巡業で訪れた際にこのコロニーは、リーブラの奪還を企むOZ宇宙軍残党に一時占拠された。だが、駆けつけたトロワやデュオ、カトルの活躍でOZ宇宙軍残党は制圧され、人質とされたキャスリンたちも無事に解放された。
コロニーC8923
『Endless Waltz』に登場したコロニー。地球圏統一国家樹立後に、デュオとヒルデ・シュバイカーはここに住んでいる。
コロニーD120
TVシリーズ第22話に登場した、旧連合宇宙軍の本部が置かれていたコロニー。オペレーション・デイブレイク後、ギンター率いる旧連合宇宙軍の面々は、協議やミリアルド・ピースクラフトを招いた面会でOZへの具体的な対処法を結論付けられずに苦悩していた。その後、接近してきたOZのMD部隊と旧連合宇宙軍との間で戦闘となった際にバルジの砲撃を受けるも、トロワの機転で掠めただけに終わり、危機を回避している。
コロニーDエリア
第17話に登場したコロニー群の自治単位の一つ。この集団の代表議会員である「コロニー第3世代」は、レディ・アンの口車に乗せられてガンダムとそのパイロットたちを見捨て、反逆者と見なす声明を出してしまった。
コロニー06E3
TVシリーズ第24話に登場した民間コロニー。外周には無数の対空ビーム砲が備わっている。このコロニーもOZの懐柔策を受け入れて、ガンダムとそのパイロットたちを反逆者と見なすことに同意してしまった。だがその後に現れた、カトルが操るウイングガンダムゼロが警告を無視し接近してきた際に、対空ビーム砲で攻撃するも、ウイングゼロのツインバスターライフルの一撃を受けて完全破壊された。
宇宙戦艦リーブラ
初登場はTVシリーズ第38話。「戦艦」の名を持つが、そのサイズ・攻撃力は既存の艦船の規模を遥かに超える。地球圏をほぼ掌握したOZとロームフェラ財団の力の象徴となるはずたったが、完成直前に強奪したWFの拠点となってしまう。
宇宙要塞バルジ
TVシリーズ第10話で初登場した連合宇宙軍の移動宇宙要塞で、OZ宇宙軍の司令部としても機能する。
月面基地
初登場はTVシリーズ第17話。オペレーション・デイブレイク後に、完全にOZの管理下に置かれて以降の基地施設責任者はツバロフ・ビルモン。
月面のクレーター群を中心に建設されている軍事拠点。月面に表出している設備は港湾の出入口と採光窓・プラントの上層のみであり、MS工場や居住区画などの施設の大部分は地下に深く広く存在する。月に埋蔵された豊富な資源と巨大な技術力と生産力を利して、新型MSやMDの開発や量産が行われた。警備用MS・MDを除けば砲座などの武装は特に存在しないが、緊急時を想定したツバロフの細工が基地の随所に存在する。
また、ガンダム開発者5名は幽閉先のこの基地でヴァイエイトとメリクリウスを開発したほか、下層部のB6エリアで大破状態のデスサイズとシェンロンを周囲の監視を逃れながら強化改修した。
さらに第26話では、回収されたウイングゼロに乗せられて暴走したヒイロが、基地施設を破壊し始めたが、カトルにより阻止された。だが第37話において、WFの一斉蜂起で占拠されて混乱していたところへ乱入した五飛が駆るアルトロンの猛攻により壊滅的打撃を受け、その後はWFにビルゴIIの製造施設として利用された。
MO-II
TVシリーズ第45話で初登場したOZの資源衛星。採掘が終了した古い小惑星で、世界国家の元首に就任したトレーズがWFとの全面戦争のために全兵力を集結させ、要塞化させた。そして、この衛星の一帯で宇宙用リーオーを主戦力としたMS部隊と、トレーズ自らが乗ったトールギスIIでWFに徹底抗戦を行った。
MO-III
A.C.195の戦乱後に、地球近傍に残された3つの資源衛星の一つ。設置された機動用スラスターによって当衛星自体が宇宙船として機能し、内部にMS工廠や多数の輸送艇を備えた艦艇ドックがある。
『Endless Waltz』本編のA.C.196では、バートン財団が保有しており、マリーメイア軍が地球降下時の戦力集結ポイントとして用いたが、トールギスIIIのメガキャノン攻撃で破壊された。
資源衛星（OZ保有）
TVシリーズ第24話に登場したOZの衛星。当衛星に常駐していたOZの部隊が、接近してきたウイングゼロにビーム砲攻撃を仕掛けたが、全く効果をあげられず、ウイングゼロのツインバスターライフルの一撃で完全破壊された。

### 地球の地域・施設

#### アジア
インダス補給基地
TVシリーズ第3話に登場したインド地区の補給基地。戦略的価値の低さから基地の防衛力が削減されていたらしく、無防備とも思える警戒心のなさに、簡単に襲撃・撃破した五飛自身も呆れ果てていた。
シンガポール宇宙基地
TVシリーズ第17・20話に登場したOZの最新鋭の宇宙基地。カトルとデュオはこの基地を襲撃して宇宙に上がり、OZの本性をコロニーの住民たちに暴きだそうとしたが、既に懐柔されたコロニーDエリアによって反逆者としての烙印を押されてしまった。苦戦を強いられた末に、五飛の加勢とサンドロックの自爆攻撃も手伝い、ガンダムパイロットたちはそれぞれ宇宙に上がった。
その後、サンドロックの残骸を回収・修復していたが、襲撃してきたサリィ・ポォとマグアナック隊によって奪取された。
中国
沿海州要塞島
TVシリーズ第9話に登場。至近に教育施設があり、同要塞の破壊を企図したヒイロとデュオが付近の学校に転入した。
ブント共和国
連合軍のブント大佐が、平和的主導者をクーデターで殺害して設立した独裁国家。TVシリーズ第12話に登場。
揚子江河口基地
TVシリーズ第1話に登場。五飛が空母や戦闘機を破壊しながら前進した。この時OZの偵察機に撮影されたため、ガンダムが5機存在すると知られてしまう。
南JAP地区
聖ガブリエル学園
第1・2・6話に登場した学園。白壁と赤い屋根などの建築様式による校舎や、大きな噴水、整備された校庭などが特徴。南JAP地区に住む上流階級及び地球圏統一連合高官の子女が多数通っており、高い気品と教養を兼ね備えることで知られているが、それを鼻にかけて部外者を蔑視する生徒も一部存在する。TVシリーズ初期にここへ通っていたリリーナは、「学園一のお金持ちのお嬢様」として知られると同時に、多くの生徒たちから尊敬されていた。
第1話では、ヒイロがリリーナを抹殺するために本校に編入。第6話では学園祭が催されたが、レディ・アンからリリーナ抹殺の任を受けて派遣されたOZのMS部隊とヒイロのウイングガンダムの戦場となった。
マリーナ武器庫
TVシリーズ第2話に登場した連合海軍の基地。ヒイロが本施設付近の海底に沈んだウイングガンダムの破壊のために、襲撃した本施設から対深海用魚雷を3発分奪取し発射準備をしたが、事情を知らないリリーナとデュオの介入で上手く進まず、なんとか発射・命中させた魚雷もウイングガンダムを破壊できずに終わる。
連合軍第三医療機関
TVシリーズ第3話に登場。連合軍の病院で、連合軍少佐時代のサリィはここに勤務していた。ウイングガンダムの破壊活動後に失神したヒイロがリリーナによって送致させられ、彼は本病院の50階にある特別治療室でサリィによる身体調査を受けたが、その後侵入してきたデュオの手助けを受け、2人で脱出した。

#### ヨーロッパ
コルシカ基地
TVシリーズ第3話に登場。軍用MSの黎明期にOZのMS開発が行われ、完成させたトールギスを20年近く動態保存していた連合の基地。基地司令官はボナーパ。MS部隊のほかにも、空中発令所となる非武装で旧式の飛行船も有している。
トロワが破壊任務のために襲撃し、スペシャルズのワーカーもデータ収集のために部隊を引き連れて迎撃するも、遅れてやってきたカトル率いるマグアナック隊によって全滅した。しかし、ワーカーの捨て身の行動により、ボナーパは脱出に成功している。
サンクキングダム
北欧のスカンディナヴィア半島に位置する小王国。
サンクキングダム基地
TVシリーズ第9話に登場。A.C.182のサンクキングダム崩壊後、本国の首都に建設された連合軍の基地施設で、長大な滑走路や円筒状のタワー、軍本部のデータに無い多数の対空ビーム砲塔などが構えられている。
OZのクーデターによる攻撃を受けた際に、本施設の基地司令官が徹底抗戦を指示して、一時はゼクスたちOZのMS部隊を撤退させたが、後にオットーの捨て身の特攻で司令部を破壊されたのを機に陥落した。
シベリア基地
TVシリーズ第10話に登場。地球上で生産されたトーラスはここに運ばれ、新しい機動システムを組み込まれて宇宙へ打ち上げられた。
ドーバー宇宙基地
TVシリーズ第1話に登場。トロワがスペースポート破壊任務のために奇襲攻撃を行った。
ブリュッセル
『Endless Waltz』に登場。A.C.196 12月に、マリーメイア軍によって当市街地が制圧され、プリベンター&ガンダムパイロット対マリーメイア軍による激しいMS戦の戦場となった。
地球圏統一国家大統領府
通称「ブリュッセル大統領府」。地球圏統一国家の中枢となる官庁だが、真のオペレーション・メテオを目論むマリーメイア軍に乗っ取られ、司令部機能を持つ防空壕として利用されてしまった。
マルセイユ基地
TVシリーズ第14話に登場。旧連合軍の拠点であり、かつてノベンタが暮らしていた。ここに集結した兵士たちは多数のリーオーによるMS部隊でOZのエアリーズ10機に挑んだが、殲滅された。
南ロシア基地
TVシリーズ第13話に登場。トロワとキャスリン・ブルームが属するサーカス団が本施設の慰問に訪れており、その際にトロワは基地の破壊と自爆を行う目的で、サーカスの余興を開始するように装って基地を攻撃。燃料を宇宙に運び出そうとしている輸送シャトル数機を撃墜し、基地の貯蔵タンクも破壊すると、ヘビーアームズを自爆させようとするも、キャスリンからの殴打と叱責で思い止まる。
モスクワ
TVシリーズ第11話に登場。レディ・アンがトレーズの代わりに彼女の宇宙への送別会を兼ねた貴族のパーティーに出席したが、この際にリリーナが、レディ・アンに接触して彼女を父の仇として暗殺を試みて失敗。追われる身となったリリーナは、ルクレツィア・ノインと出会い、保護された。
ルクセンブルク基地
連合軍の本部基地。主要施設の周囲を多数の砲台で固めた高い防壁で囲われた拠点である。
初登場はTVシリーズ第8話。連合崩壊後もダイゴの指揮下でOZに抵抗していたが、サンクキングダムの解放前にゼクスの手で制圧された。第33話ではOZの内部分裂によって生じたトレーズ派の最大拠点となっている。また総帥の座を追われたトレーズの幽閉先でもあり、ガンダムエピオンを密かに開発していた場所でもあった。そのため、第33・34話ではOZ財団派のMD部隊による殲滅作戦の目標となり、OZトレーズ派との激しい攻防戦が繰り広げられた。そこへ介入したヒイロは、トレーズから託されたエピオンを駆って挑んだが、エピオンのシステムに翻弄されて、財団派・トレーズ派双方を殲滅してしまう。

#### アフリカ
ナイロビ基地
TVシリーズ第7話に登場した連合軍の前線基地。リーオーを主力とする大規模な駐屯部隊を擁していた。OZがオペレーション・デイブレイクを発動し、軍事行動によるクーデターを行った際には防衛線を展開したが、基地内部にいたOZ容認派の不意打ちを受け、ゼクスとノインが指揮する精鋭部隊の攻撃もあり、制圧された。
モガディジオ要塞
TVシリーズ第13話に登場した連合軍の基地。ソマリア地区の海岸の断崖に存在し、頂上部のエアリーズを含む大部隊の航空兵器を寄せ付けない「ノベンタ砲」をはじめ、様々なミサイル発射機から対空砲塔、低高度部の水中用MSドックまでが備わった難攻不落の要塞である。
OZの若手兵士であるアレックスとミュラー率いる第33独立戦隊の攻撃目標となり、トールギスの活躍により要塞は沈黙したが、連合側の降伏受諾を無視しての虐殺行為により基地ごと全滅。同戦隊も増援として編入し、降伏勧告をしたゼクスの怒りを買ったためにアレックスとミュラーは粛清されてしまう。
レイク・ビクトリア基地
アフリカ大陸・ビクトリア湖湖畔にある連合軍の基地。この基地に併設されたスペシャルズの士官教育機関の「ビクトリア養成所」は、A.C.186の時点から存在し、A.C.195の頃には教官のノインの指導のもと、地下の長大な縦穴型設備で擬似無重力訓練を行うなど、候補兵たちが連日厳しい訓練に明け暮れていた。初代教官はトレーズが努めており、アレックスとミュラーもここの卒業生だった。さらに当時の新型MSトーラスの生産も行われていた。
しかし、初登場のTVシリーズ第4話で、五飛の爆破工作で養成所は壊滅し、トーラス数機を載せた輸送機もシェンロンに撃墜されるなど、多大な被害を受けた。その後も、第10、11、13話に登場する。

#### 北アメリカ
北アメリカ中部MS工場
TVシリーズ第1話に登場。表向きはリーオーの製造工場だが、既にOZに掌握されているため、デュオが地球での最初の任務であるメインモーター破壊を遂行しながら、付近のMSの多くを撃破していった。
サクラメント基地
TVシリーズ第8話に登場。OZのクーデターによって、周辺基地同様に制圧された基地である。
ソルトレーク砂漠基地
TVシリーズ第26話に登場。北アメリカ西部の砂漠地帯に建設されたOZの中継基地で、その位置から戦略的価値は低い。だが、OZ財団派がオペレーション・ノヴァを発動すると、OZトレーズ派が本施設に立て籠り、財団派が送り込んだMD部隊の攻撃を受けてしまう。
ニューエドワーズ基地
TVシリーズ第7・8話に登場。北米大陸西岸に位置する連合の大規模軍事施設。連合軍の要人の会議場や長大な滑走路のほか、施設の一角にある地下格納庫に47基もの大陸間弾道弾が配備されていた。
第7話では、トレーズの策略により、コロニーとの和平会議を行ったノベンタを含む連合軍の和平派を、ガンダムによって一掃されてしまう。その後の第8話でOZはオペレーション・デイブレイクにより世界各地でクーデターを起こし、地球圏を掌握する。さらにレディ・アンが、基地にある大陸間弾道弾群を自爆させてガンダム5機をパイロットたちを基地施設ごと始末しようとしたが、サリィの情報提供とヒイロの活躍で阻止される。

#### 南極大陸
バークレー基地
TVシリーズ第16話に登場。南極大陸の孤島にあるOZの軍事施設。施設一帯は雪と厚い氷壁に囲われていることから航空機以外でのアクセスが困難で、MS部隊及び戦略施設は配されておらず、少数の駐屯兵のみが滞在しているなど戦略的価値は低いが、ヒイロとの個人的な因縁に決着を付けようとしたゼクスの指示により、OZに内密でウイングガンダムの修復が行われた。
そしてヒイロとゼクスの一騎討ちもこの基地一帯で繰り広げられたが、リリーナの介入やOZのMS部隊の出現により中断を余儀無くされ、ゼクスが応戦している間にヒイロは自身と同行していたトロワと撤退する。

#### その他
北大西洋OZ補給基地
TVシリーズ第5話に登場した補給用中継基地。ドクターJの指令で、ヒイロがウイングガンダムによる破壊工作を行った。デュオも破壊任務を受けたためか、デスサイズを駆って司令部を破壊した。
ペアバックス基地
TVシリーズ第7話に登場した連合軍の基地施設で、ニューエドワーズ基地にOZの反乱を伝えた。

## アフターコロニー年表
| A.C. | 出来事 |
| ---- | --- |
| 001  | 宇宙移民およびコロニー建設開始に伴いコロニー暦（アフターコロニー）制定。しかし、未知の疾病や未発達なコロニーに起因する計画の失敗や、コロニー同士の紛争衝突が多発。 |
| 102  | 最初のコロニーがラグランジュポイント1、通称L1ポイントにて完成。続いてL1コロニー群と呼ばれる軌道集落群が形成される。一方、地球上では国家間紛争が頻発し始める。 |
| 133  | 紛争解決手段として「地球圏統一連合」発足、つづいて、統一連合軍創設。激化していた紛争は圧倒的な軍事力をもつ連合軍によって制圧。以降紛争の沈静化にともない、連合軍による組織存続のためのコロニーを含む小国への軍事介入が増加。 |
| 147  | 地球圏統一連合、圧倒的軍事力によってコロニーへの武力侵攻、駐留を開始。 |
| 149  | 各コロニーが母国の主導、管轄下で運営されることが承認され、一時的な安定を取り戻す。各コロニーに第2次移民時代到来。 |
| 165  | 指導者ヒイロ・ユイ登場。各コロニーの連帯感が啓蒙され、さらに高揚。 |
| 175  | - 指導者ヒイロ・ユイ暗殺。コロニーは再び統一性を喪失、混乱に陥る。 - コロニーの治安維持を名目に連合軍が再派遣され、各コロニー間の連絡は断絶。 |
| 182  | - 北欧のサンクキングダムにおいて連合軍の介入による軍事クーデター発生。王は死去、王子と姫を含む一族は行方不明。 |
| 195  | - 4月、オペレーション・メテオ実施。秘密結社OZ打倒のため、5機のガンダムと5人の少年達が地球に降下。 - オペレーション・デイブレイク実施。連合内に潜伏していたOZ決起により、地球圏統一連合崩壊。 - オペレーション・ノヴァ実施。月面基地にて生産されたMDが大量降下。OZトレーズ派と財団派による戦闘激化。 - サンクキングダム崩壊。ロームフェラ財団MD部隊によるサンクキングダム制圧作戦。 - アルテミス・レボリューション実施。ホワイトファング決起。巨大戦艦リーブラ、ホワイトファングに奪取される。 - 宇宙要塞バルジ攻防戦。ガンダムエピオンによりバルジ陥落。 - EVE WARS終結。リーブラAブロックが大気圏に突入するもヒイロ・ユイ搭乗のウイングガンダムゼロにより撃破。 - 戦後、地球圏統一国家が発足される。 |
| 196  | - 旧ホワイトファング一派による要人テロ発生。平行してガンダム奪取作戦が行われた。 - モビルドール自動生産工場衛星「ウルカヌス」を巡るウルカヌス事件発生。 - 事件後、アルトロンガンダムを除くガンダム4機を廃棄資源衛星に載せ、太陽に向けて射出。 - 12月25日、「マリーメイア事変」発生。極秘裏に開発されていた新型モビルスーツサーペント、軌道上より大量降下。ガンダム5機とプリベンターの活躍により鎮圧。首謀者デキム・バートン死亡 |
| 19X  | コロニーキャノン爆破事件。崩壊するコロニーキャノンから離脱するガンダムが確認される。 |